# رامسيواك شنكار
يوهانس صامويل بيتروس كراغ هو رئيس سورينام الخامس. شغل عده مناصب وزارية خلال ستينات القرن العشرين، كان عضواً في الحزب التقغيير التقدمي السورينامي. أطيح به في انقلاب عسكري (سمي بانقلاب الهاتف) ليستلم الحكم العسكري إيفان غرانوغست لحين تعيين الرئيس يوهان كراغ.
درس في جامعة واخنينغن في هولندا وقد شغل منصب وزير الزراعة في سورينام للفترة 1969-1971.